# Râul Dragu, Almaș
Râul Dragu este un curs de apă, afluent al râului Almaș în județul Sălaj

## Hărți
- Harta interactivă - județul Sălaj  Arhivat în 5 septembrie 2009, la Wayback Machine.